# Necroscia pirithous
Necroscia pirithous är en insektsart som beskrevs av John Obadiah Westwood 1859. Necroscia pirithous ingår i släktet Necroscia och familjen Diapheromeridae. Inga underarter finns listade i Catalogue of Life.